# Doxocopa favorita
Doxocopa favorita är en fjärilsart som beskrevs av Foetterle 1902. Doxocopa favorita ingår i släktet Doxocopa och familjen praktfjärilar. Inga underarter finns listade i Catalogue of Life.